# Juliana Fedak
Juliana Leonidiwna Fedak (ukrainisch Юліана Леонідівна Федак; * 8. Juni 1983 in Nowa Kachowka, Ukrainische SSR) ist eine ehemalige ukrainische Tennisspielerin.

## Karriere
Den Höhepunkt ihrer Karriere erreichte Fedak 2006 bei den Wimbledon Championships; sie erreichte dort mit Doppelpartnerin Tetjana Perebyjnis das Halbfinale, in dem sie Paola Suárez und Virginia Ruano Pascual unterlagen. Es war Fedaks bestes Abschneiden bei einem Grand-Slam-Turnier, im Einzel kam sie nie über die zweite Runde hinaus.
Auf dem ITF Women’s Circuit gewann sie insgesamt sechs Einzel- und elf Doppeltitel. Ein Turniersieg auf der WTA Tour blieb ihr verwehrt.
Zwischen 2004 und 2007 bestritt Juliana Fedak acht Partien für die ukrainische Fed-Cup-Mannschaft, dabei gelangen ihr fünf Siege.

## Turniersiege

### Einzel
| Nr. | Datum             | Turnier   | Kategorie   | Belag     | Finalgegnerin           | Ergebnis      |
| --- | ----------------- | --------- | ----------- | --------- | ----------------------- | ------------- |
| 1.  | 28. Oktober 2001  | Kairo     | ITF $10.000 | Sand      | Gulnara Fattachetdinowa | 7:64, 6:4     |
| 2.  | 8. August 2004    | Rimini    | ITF $50.000 | Sand      | Kateřina Böhmová        | 6:4, 6:3      |
| 3.  | 20. November 2005 | Tucson    | ITF $75.000 | Hartplatz | Vania King              | 7:5, 6:0      |
| 4.  | 23. April 2006    | Dothan    | ITF $75.000 | Sand      | Varvara Lepchenko       | 4:6, 6:4, 6:2 |
| 5.  | 30. April 2006    | Lafayette | ITF $50.000 | Sand      | Milagros Sequera        | 5:7, 6:2, 6:4 |
| 6.  | 12. April 2009    | Jackson   | ITF $25.000 | Sand      | Laura Siegemund         | 6:2, 6:1      |

### Doppel
| Nr. | Datum              | Turnier      | Kategorie   | Belag     | Partnerin               | Finalgegnerinnen                                | Ergebnis       |
| --- | ------------------ | ------------ | ----------- | --------- | ----------------------- | ----------------------------------------------- | -------------- |
| 1.  | 19. August 2001    | Bukarest     | ITF $10.000 | Sand      | Olena Schmelzer         | Jewhenija Sawranska Galina Woskobojewa          | 4:6, 6:1, 6:4  |
| 2.  | 2. September 2001  | Bukarest (2) | ITF $10.000 | Sand      | Galina Woskobojewa      | Adriana Burz Sanja Todorovic                    | 6:4, 6:0       |
| 3.  | 21. Juli 2002      | Modena       | ITF $50.000 | Sand      | Galina Fokina           | Gisela Dulko Conchita Martínez Granados         | 6:1, 6:3       |
| 4.  | 15. Juni 2003      | Marseille    | ITF $50.000 | Sand      | Galina Fokina           | Andreea Ehritt-Vanc Renata Voráčová             | 6:4, 6:73, 6:3 |
| 5.  | 8. August 2004     | Rimini       | ITF $50.000 | Sand      | Marija Korytzewa        | Rosa María Andrés Rodríguez Andreea Ehritt-Vanc | 7:67, 6:3      |
| 6.  | 12. September 2004 | Denain       | ITF $75.000 | Sand      | Anna-Lena Grönefeld     | Ljubomira Batschewa Michaela Paštiková          | 1:6, 6:1, 6:2  |
| 7.  | 19. November 2006  | Deauville    | ITF $50.000 | Sand      | Julija Bejhelsymer      | Silvia Disderi Tzipora Obziler                  | 7:5, 6:4       |
| 8.  | 26. November 2006  | Poitiers     | ITF $75.000 | Hartplatz | Julija Bejhelsymer      | Darja Kustawa Tazzjana Putschak                 | 7:5, 6:3       |
| 9.  | 2. November 2008   | Nantes       | ITF $50.000 | Hartplatz | Kazjaryna Dsehalewitsch | Darija Jurak Maša Zec Peškirič                  | 6:3, 6:4       |
| 10. | 9. August 2009     | Astana       | ITF $50.000 | Hartplatz | Darja Kustawa           | Nina Brattschikowa Ágnes Szatmári               | 6:4, 7:5       |
| 11. | 13. Juni 2010      | Campobasso   | ITF $25.000 | Sand      | Anastassija Wassyljewa  | María Irigoyen Laura Thorpe                     | 6:4, 7:5       |